# Earthshaker (album)
Het album Earthshaker van het Amerikaanse Y&T, kwam in 1981 uit. Dit album was een doorbraak voor de band. In het Nederlandse hardrock- en heavymetalmagazine Aardschok, dat ook in België wordt uitgegeven, werd het album door de lezers en redacteuren van het blad uitgeroepen tot beste album van de jaren 1980, een gedeelde eerste plaats samen met The Number of the Beast van Iron Maiden.
Het album is in Nederland alleen als lp uitgebracht en is daardoor een collector's item geworden. De cd was alleen via import in Nederland te verkrijgen en is later (in 2006) alsnog als cd uitgegeven in Europa en andere werelddelen en landen. In Catalonië brak Y&T ook door met dit album en in thuisland de Verenigde Staten had het album wisselend succes. Het album begint hard en eindigt met een lange ballad (ruim 8 minuten), tevens een evergreen. 

## Nummers
1. Hungry for Rock
2. Dirty Girl
3. Shake It Loose
4. Squeeze
5. Rescue Me
6. Young and Tough
7. Hurricane
8. Let Me Go
9. Knock You Out
10. I Believe In You[1]

## Bandleden
- Dave Meniketti : elektrische gitaar en zang
- Joey Alves     : elektrische gitaar, akoestische gitaar en medezang
- Phil Kennemore : basgitaar en medezang.   (ook zang in het nummer "Squeeze")
- Leonard Haze   : drums en 'waanzinnigheid' (vanwege zijn enorme snelle voetenwerk op de drums)